# ماه عسل (برنامه تلویزیونی)
ماه عسل یک برنامهٔ زنده تلویزیونی با زمینهٔ اجتماعی معنوی و با حضور مهمان‌هایی از بطن جامعه بود که از سال ۱۳۸۶ تا ۱۳۹۷ هر سال ماه رمضان حوالی ساعت ۱۹ و پیش از افطار از شبکه سه سیما پخش می‌شد. ایدهٔ این برنامه متعلق به احسان علیخانی بوده است.
علیخانی پس از اجرای برنامه‌های مناسبتی جزر و مد در سال‌های ۱۳۸۴ و ۱۳۸۵ تصمیم گرفت برنامه‌ای مستقل برای ماه رمضان بسازد و بدین ترتیب برنامهٔ ماه عسل از سال ۱۳۸۶ پخش شد، و پس از پخش دوازده فصل در ماه‌های رمضان، سرانجام در سال ۱۳۹۷ به پایان رسید.
مهمان‌های این برنامه به‌طور کلی مردم عادی جامعه بودند که توانسته بودند در زندگی خود کار مهمی انجام بدهند یا در زندگی افراد دیگر تأثیرگذار بوده یا حادثهٔ مهمی در زندگیشان رخ داده بود. بیشتر مهمان‌های دعوت شده به ماه عسل، در زندگی خود با مشکلات زیادی دست و پنجه نرم کرده بودند اما با امید، پشتکار، تلاش و مبارزه بر مشکلات غلبه کرده و به انسان‌های موفقی در زندگی خود تبدیل شده بودند.

## موسیقی تیتراژ
| سال پخش     | نام خواننده        | نام آهنگ                  | نوع تیتراژ     | توضیحات ویژه |
| ----------- | ------------------ | ------------------------- | -------------- | --- |
| ۱۳۹۷        | بهنام بانی         | ماه عسل                   | تیتراژ ابتدایی | ترانه : روزبه بمانی \| آهنگ و تنظیم: حامد برادران |
| ۱۳۹۷        | مسیح و آرش عدل‌پرور | ماه عسل                   | تیتراژ پایانی  | ترانه : روزبه بمانی \| تنظیم: مسعود جهانی |
| ۱۳۹۶        | محمد علیزاده       | ماه عسل                   | تیتراژ ابتدایی | ترانهٔ روزبه بمانی و آهنگ مهدی دارابی و تنظیم مسعود جهانی |
| ۱۳۹۶        | سینا شعبانخانی     | ماه عسل                   | تیتراژ انتهایی | ترانهٔ روزبه بمانی و آهنگ علیرضا افکاری و تنظیم سعید زمانی |
| ۱۳۹۵        | محسن یگانه         | هر چی تو بخوای            | تیتراژ ابتدایی | ترانه: روزبه بمانی \| آهنگ: محسن یگانه \| تنظیم: مهیار رضوان \| گیتار کلاسیک: کیان دارات \| دودوک: رضا عسگرزاده \| باس: آرش سعیدی \| میکس و مستر: آرش پاکزاد                                      |
| ۱۳۹۵        | کاکوبند            | بهشت                      | تیتراژ انتهایی | بی کلام ترانه آهنگ و تنظیم: کاکوبند |
| ۱۳۹۵        | مهدی یراحی         | نگو نگفتی                 | تیتراژ انتهایی | این قطعه به گفته احسان علیخانی به دلیل عدم دریافت مجوز پخش نشد |
| ۱۳۹۴        | طاها حسنی          | سبحان الله                | تیتراژ ابتدایی | این قطعه در ماه عسل ۱۳۹۴ در تیتراژ ابتدایی توسط طاها حسنی اجرا شد که آهنگسازی این قطعه را علی حسین‌زاده بر عهده داشت                                                                               |
| ۱۳۹۴        | احسان خواجه امیری  | بغض                       | تیتراژ انتهایی | برنده تندیس بهترین تیتراژ تلویزیونی (سه ستاره) در سال ۱۳۹۴ ترانه: روزبه بمانی \| آهنگساز: مهرداد نصرتی \| تنظیم: هومن نامداری \| کمانچه: احسان نی‌زن \| گیتار: فرشید ادهمی \| میکس: آرش پاکزاد     |
| ۱۳۹۴        | امیرعلی بهادری     | ماه عسل                   | تیتراژ ابتدایی | |
| ۱۳۹۳        | مهدی یراحی         | بغض تو                    | تیتراژ انتهایی | آهنگساز: مهدی یراحی \| تنظیم کننده: هومن نامداری \| پیانو: رضا تاجبخش \| عود: میلاد درخشانی \| ویلن سل: مهرداد عالمی \| ویلن و کمانچه: احسان نی‌زن \| ضبط: استودیو راگا \| میکس و مستر: آرش پاکزاد |
| ۱۳۹۳        | مرتضی پاشایی       | نگران منی                 | تیتراژ ابتدایی | ترانه: مهرزاد امیرخانی آهنگ: مرتضی پاشایی تنظیم:معین راهبر پر بازدیدترین آهنگ سال در وب سایت رادیو جوان برنده جایزه برترین قطعه سال (بخش مردمی) در جشن موسیقی ما                                  |
| ۱۳۹۳        | طاها حسنی          | یا رب                     | تیتراژ ابتدایی | به زبان عربی و انگلیسی |
| ۱۳۹۲        | مهدی یراحی         | سازش                      | تیتراژ انتهایی | برنده تندیس بهترین تیتراژ تلویزیونی (سه ستاره)-جشن بیست سالگی شبکه سه سیما آهنگ و تنظیم: مهدی یراحی \| پیانو: رضا تاجبخش \| ویالون: احسان نی‌زن \| میکس و مستر: آرش پاکزاد                         |
| ۱۳۹۲        | فرزاد فرزین        | ماه عسل                   | تیتراژ ابتدایی | تنظیم: مهران خلیلی \| میکس و مستر: آرش پاکزاد |
| ۱۳۹۱        | حامد زمانی         | دستمو بگیر                | تیتراژ انتهایی | موسیقی: کامران میرزایی، داوود محمدی \| میکس و مستر: شاهین منصوری، علی درخشنده |
| ۱۳۹۱        | بنیامین بهادری     | گریه در ماه               | تیتراژ ابتدایی | آهنگساز: بنیامین بهادری \| تنظیم: نیما وارسته، فرشاد فارسیان، علی منصوری \| ترانه: فرید احمدی \| نوازنده ریود و سه تار: بهزاد رواقی \| نوازنده ویولن: نیما وارسته                                 |
| ۱۳۹۰        | مهدی یراحی         | هر جای دنیایی دلم اونجاست | تیتراژ انتهایی | ترانه: روزبه بمانی \| آهنگ: مهدی یراحی \| تنظیم: فرزاد فتاحی \| پیانو: رضا تاجبخش |
| ۱۳۹۰        | مهدی یغمایی        | حس می‌کنم تو رو            | تیتراژ ابتدایی | ترانه: روزبه بمانی \| تنظیم: فرزاد فتاحی |
| ۱۳۸۸        | مهدی یراحی         | هوای تو                   | تیتراژ ابتدایی | آهنگ: مهدی یراحی \| تنظیم: بهزاد رئیسی |
| ۱۳۸۷ و ۱۳۸۶ | محسن یگانه         | خیال تو                   | تیتراژ ابتدایی | ترانه: روزبه بمانی \| آهنگ: محسن یگانه \| تنظیم: شهاب اکبری |

## نشان‌واره‌ها
این برنامه در سال‌هایی که روی آنتن رفت معمولاً نشان‌واره‌های مختلفی داشته است و حدود ۶ نشان‌واره برای این برنامه در سال‌های مختلف طراحی شده است.

نشان‌واره ماه عسل ۱۳۸۶، ۱۳۸۷ و ۱۳۸۸
نشان‌واره ماه عسل ۱۳۸۹ و ۱۳۹۰
نشان‌واره ماه عسل ۱۳۹۱
نشان‌واره ماه عسل ۱۳۹۲، ۱۳۹۳ و ۱۳۹۴
نشان‌واره ماه عسل ۱۳۹۵، ۱۳۹۶ و ۱۳۹۷

## خلاصه فصل‌ها
| فصل | پخش اصلی         | پخش اصلی       | مجری          |
| فصل | پخش اول          | پخش آخر        | مجری          |
| --- | ---------------- | -------------- | ------------- |
| ۱   | ۲۲ شهریور ۱۳۸۶   | ۲۱ مهر ۱۳۸۶    | احسان علیخانی |
| ۲   | ۲۳ شهریور ۱۳۸۷   | ۱۰ مهر ۱۳۸۷    | احسان علیخانی |
| ۳   | ۳۱ مرداد ۱۳۸۸    | ۲۹ شهریور ۱۳۸۸ | احسان علیخانی |
| ۴   | ۲۱ مرداد ۱۳۸۹    | ۱۹ شهریور ۱۳۸۹ | حسن جوهرچی    |
| ۵   | ۱۰ مرداد ۱۳۹۰    | ۹ شهریور ۱۳۹۰  | احسان علیخانی |
| ۶   | ۳۱ تیر ۱۳۹۱      | ۲۹ مرداد ۱۳۹۱  | علی ضیا       |
| ۷   | ۱۹ تیر ۱۳۹۲      | ۱۸ مرداد ۱۳۹۲  | احسان علیخانی |
| ۸   | ۸ تیر ۱۳۹۳       | ۷ مرداد ۱۳۹۳   | احسان علیخانی |
| ۹   | ۲۸ خرداد ۱۳۹۴    | ۲۷ تیر ۱۳۹۴    | احسان علیخانی |
| ۱۰  | ۱۸ خرداد ۱۳۹۵    | ۱۶ تیر ۱۳۹۵    | احسان علیخانی |
| ۱۱  | ۶ خرداد ۱۳۹۶     | ۵ تیر ۱۳۹۶     | احسان علیخانی |
| ۱۲  | ۲۷ اردیبهشت ۱۳۹۷ | ۲۵ خرداد ۱۳۹۷  | احسان علیخانی |

## نقد برنامه
ماه عسل، از آغاز پخش خود موافق و مخالفانی داشت. اقبال عمومی نسبت به برنامه، تازگی سوژه‌ها، نشان‌دادن افراد و قشرهای دیده‌نشده در تلویزیون، صراحت مجری برنامه و تأثیرگذاری در افکار عمومی از نکاتی است که موافقان به آن اشاره کرده‌اند.
مخالفان برنامه از مواردی مانند غم‌انگیز بودن، دور بودن سوژه‌های برنامه از متن جامعه و انداختن مسئولیت مشکلات اجتماعی به گردن مردم به جای مسئولان انتقاد کرده‌اند.
در برنامهٔ ۲۰ تیر ۱۳۹۳، احسان علیخانی نقش‌داشتن حامیان مالی در دعوت مهمانان برنامه را تکذیب کرد و توضیح داد که زیرنویس‌های هم‌زمان با برنامه مربوط به بخش بازرگانی صدا و سیما است و ارتباطی به این برنامه ندارد.
محمود شهریاری مجری سابق صدا و سیما در گفتگو با محمد رضا حسینیان در اسفند ماه ۱۳۹۷ اظهار داشت که در برنامه ماه‌عسل از احساسات مخاطبان خود سوء استفاده می‌شد.

## حواشی

### توبیخ
دست اندرکارانِ این برنامه و شبکه سه، در پی دعوت از یک پُزر عروس در یکی از قسمت‌های برنامه در رمضان ۱۳۹۴ توسط معاونت صدا و سیمای جمهوری اسلامی ایران تذکر کتبی گرفتند. در نامهٔ حاوی تذکر، خواسته‌ای مبنی بر توبیخِ عواملِ انتخابِ میهمانانِ نامناسب گنجانده شده است.

### مسائل مالی
در تیر سال ۱۳۹۴ گمانه‌زنی‌هایی راجع به دستمزد پرداختی به احسان علیخانی مطرح شد که خبر می‌داد او مبلغ یک میلیارد و دویست میلیون تومان را برای مجری‌گری یک‌ماههٔ ویژه برنامهٔ ماه عسل طلب کرده است. علاوه بر این، مبلغی بالغ بر دویست میلیون تومان را برای «تهیه کنندگی» دریافت کرده است. وی در یکی از قسمت‌های این برنامه واکنش تندی به انتقاداتی که دربارهٔ دستمزدش صورت گرفته بود نشان داد و اظهار داشت درآمد فیلم‌برداری مجالس عروسی از یک تهیه‌کننده با سابقهٔ تلویزیون بیشتر است. انتشار خبر دستمزد علیخانی بابت اجرا و تهیه کنندگی ماه عسل، انتقادات زیادی را برانگیخت و عده‌ای اعتقاد داشتند که چرا باید در شرایطی که بسیاری از مردم عامهٔ ایران با بحران اقتصادی مواجه‌اند و حتی قشر متوسط جامعه با ملاحظات اقتصادی عدیده‌ای، رو به رو هستند افرادی این چنین کسب ثروت کنند و حتی در برنامه‌هایی که رنگ و بویی دینی به خود گرفته و احساسات مردم را درگیر کرده به دنبال کسب درآمدهای نامتعارف باشند. احسان علیخانی در نهایت در یکی دیگر از قسمت‌های برنامهٔ ماه عسل در ۱۲ تیر ۱۳۹۴ رقم دستمزد مذکور را رد کرد و ادعا کرد مبلغ دستمزد وی ۴۵ میلیون تومان است. او همچنین اظهار داشت این مبلغ برای یک سال تلاشش به منظور آماده‌سازی و تهیهٔ سوژه و بررسی و فیلمبرداری برای ویژه برنامهٔ ماه عسل است.

## مجری
احسان علیخانی مجری اصلی برنامهٔ ماه عسل بود. در سال ۱۳۸۷ چند قسمت ابتدایی برنامهٔ ماه محبوب با اجرای محسن افشانی روی آنتن رفت که با عدم موفقیت آن، علیخانی به عنوان تهیه‌کننده و مجری دوباره با برنامهٔ ماه عسل بازگشت. در سال ۱۳۸۹ حسن جوهرچی، بازیگر سینما و در سال ۱۳۹۱ علی ضیاء مجری این برنامه بودند.